# Mathews Mar Barnabas
Mathews Mar Barnabas (* 9. August 1924 in Vengola; † 9. Dezember 2012 in Thiruvalla) war ein indischer Metropolit der Malankara-Orthodox-Syrischen Kirche.

## Leben
Er studierte zunächst Biologie am Madras Christian College und Botanik an der Osmania University, anschließend Theologie. 1949 trat er in das orthodoxe Seminar ein und lernte die syrische Sprache. Er war Vikar in Kalkutta und studierte am Bishop's College Calcutta und der Serampore University.
Seine Heiligkeit Baselios Geevarghese II. weihte ihn 1943 in Thuruthipaly, Vengola, zum Diakon. Er war als Lehrer an der Kurppumpady M.G. M. High School und der D Seminary High School Kottayam tätig. Metropolit Augen Mar Thimotheos, der spätere Baselios Augen I., spendete ihm 1951 die Priesterweihe. Er war von 1967 bis 1972 Dozent am Orthodox Theological Seminary at Kottayam und Kaplan am Kolenchery Medical Mission Hospital von 1972 bis 1978.
Am 15. Mai 1978 empfing er die Bischofsweihe durch Seine Heiligkeit Baselios Mar Thoma Mathews I. Er wurde zum Bischof von Ankamali und Kottayam ernannt. Er war 1982 erster Metropolit von Idukki und ab 1992 Metropolit für Nordamerika. Das Oberhaupt der Malankara-Orthodox-Syrischen Kirche (Indische Orthodoxe Kirche) Baselios Marthoma Paulose II. nahm 2011 sein Rücktrittsgesuch entgegen.